# مارکو تومینلو
مارکو تومینلو (ایتالیایی: Marco Tumminello؛ زادهٔ ۶ نوامبر ۱۹۹۸) بازیکن فوتبال اهل ایتالیا است که هم‌اکنون در آتالانتا بازی می‌کند. این بازیکن سابقه بازی در باشگاه فوتبال تراپانی را دارد و در همین تیم فوتبال خود را آغاز کرد. این بازیکن همچنین در تیم پالرمو بازی کرده‌است. مارکو تومینلو تا کنون هیچ بازی ملی ای نداشته‌است. با این وجود این بازیکن جز بازیکنان آینده دار تیم رم شناخته می‌شود.